# Toni Nadal
Antonio „Toni” Nadal Homar (ur. 21 lutego 1961 w Manacor na Majorce) – hiszpański tenisista oraz trener tenisowy, którego wychowankiem jest jego bratanek Rafael Nadal.

## Życiorys
Ma dwójkę braci: Sebastiana Nadala i Miguela Ángela Nadala oraz siostrę, a także trójkę własnych dzieci. Mieszka wraz z rodziną w Manacor.
Studiował historię na poziomie uniwersyteckim, ale jego pasją był tenis. Był klasyfikowany w czołowej trzydziestce rankingu tenisistów hiszpańskich. Startował również w drugiej lidze hiszpańskiej tenisa stołowego oraz był mistrzem Balearów w tej dyscyplinie. Zaraz po ukończeniu studiów zaczął trenować drugiego tenisistę w rankingu hiszpańskich juniorów oraz został partnerem w interesach swojego brata Sebastiana.

## Trener Rafaela
Bratanek Toniego, Rafael Nadal pierwszy raz przebijał piłkę nad siatką w wieku trzech lat, jednak treningi ze stryjem rozpoczął rok później. Początkowo wspólnie ćwiczyli dwa razy w tygodniu w klubie CT Manacor, gdzie Toni miał etat. Stopniowo ilość treningów w tygodniu wzrastała.
Nie tolerował złych manier tj. rzucania rakietą, grymasów, czy bzdurnych wymówek. Według niego drogą do sukcesu sportowego jest nie tylko talent, praca nad techniką, czy wytrzymałością, ale przede wszystkim „praca nad głową”.
Wraz z zakończeniem sezonu 2017 Toni Nadal przestał pełnić funkcję głównego trenera Rafaela Nadala. Jego rolę przejął Carlos Moyá.